# Dundubara Creek
Dundubara Creek ist ein etwa anderthalb Kilometer langer Fluss im Great Sandy National Park auf der Sandinsel K’gari im australischen Bundesstaat Queensland.